# クライスラー・ヴァリアントユーティリティ
ヴァリアントユーティリティ（Valiant Utility ）は、アメリカの自動車メーカークライスラーが製造・販売していたピックアップトラックである。

## 初代（1965年-1967年）
1965年に発表。2代目ヴァリアントの登場に伴いクライスラー・オーストラリアはクーペユーティリティの特徴を備えた2人乗りのピックアップトラックを現地で販売することを決定。フォード・モーターのフォード・ファルコンUteが主な競合車種で、広いラゲッジスペースが特徴であった。

## 2代目（1967年-1971年）
2代目は1967年に発表された。同社のヴァリアントに影響を受けマイナーチェンジを二度（1969年、1970年）実施。

## 3代目（1971年-1978年）
1971年、クライスラー・オーストラリアは3代目モデルを発表した。ヴァリアントに似て重厚で前衛的なフォルムを手に入れた。サイズも大きくなり、それに伴いラゲッジスペースもさらに拡大した。3代目は計3回のマイナーチェンジを実施。最初の2回は主にフロントエプロンの外観が変更され、3回目はラジエーターグリルとヘッドライトの形状を変更した。
1978年、ヴァリアントユーティリティは後継車を登場させることなく廃止された。